# 番匠愛
番匠 愛（ばんしょう あい、1968年12月25日 - ）は、日本の元AV女優。

## 略歴
1987年にデビューしたショートカットのロリータ系のAV女優である。
デビュー時の名前は「歩惟（あい）」であったが、後に「番匠愛」に改名。
1990年頃に引退したとみられる。

## 作品

### アダルトビデオ
歩惟 名義
- 玉ころがし（1987年、SAMM）
- きんぽうげ（1987年、SAMM）かとうみのる
- 微熱×歩惟（1987年、Sara Vah）

番匠愛 名義
- セーラー服の女ともだち（1987年、クリスタル映像）共演:沙羅樹、美樹由紀
- 愛しか愛せない（1987年、クリスタル映像）
- 裂けるほど愛して（1987年、新東宝）
- ボッキー5 タマッてパンパン!（1987年、アリスJAPAN）他出演:葉山みどり、後藤沙貴、小泉エミ
- ボッキー6 アナッぽ、にゅるりん?!（1987年、アリスJAPAN）他出演:葉山みどり、後藤沙貴、小泉エミ
- ボッキー7 つまんでシワシワ（1987年、アリスJAPAN）他出演:葉山みどり、後藤沙貴、佐野友美
- チャームング愛（1988年、クリスタル映像）
- 愛LOVE愛（1988年、クリスタル映像）
- 桜姫（1988年、コロナ）
- 淫咬スクランブル（1988年、新東宝）共演:杉本美樹
- 淫好 恋奴隷（1988年、せいふく舎）
- でかめろん（1988年、キャンディー）
- 風のささやき（1988年、大陸書房）
- 番匠愛スペシャル（1989年、パワースポーツ）
- 田村ガンの暴露ビデオ ばっくれ（1990年、パリス）…オムニバス作品 他出演:鮎川真理、広田まみ
- 黒の儀式 快楽の調教（1990年、アートビデオ）

他

## 雑誌
- アップル通信 1988年3月号（表紙）